# برو إيفولشن سوكر 2009
برو إيفوليشن سوكر 2009 (بالإنجليزية: Pro Evolution Soccer 2009)‏ ، هي لعبة فيديو صدرت عن شركة كونامي وقد صدرت للبلايستايشن 2 وبلايستايشن 3 وإكس بوكس ونينتندو بلاي ستيشن بورتبل والحاسوب.
اللعبة هي خاصة بكرة القدم وقد صدرت لها من قبل عدة أجزاء، ويمكن لك اللعب فيها بالدوري الإسباني والدوري الإيطالي والدوري الإنجليزي والدوري الفرنسي والدوري الهولندي وغيرها من الدوريات.

## حقوق الأندية للنقل دوري البلاي ستيشن 3
حصلت كونامي على ترخيص كل من الدوري الفرنسي والدوري الهولندي، بينما فشلت كونامي الحصول على حقوق ترخيص الدوري الإنجليزي الممتاز والدوري الإيطالي والدوري الإسباني والدوري الألماني..
وبالنسبة للأندية فقد حصل كونامي على الترخيص من مانشستر يونايتد ونادي ليفربول. وأما على صعيد المنتخبات فقد حصلت كونامي على حقوق الترخيص كل من :
منتخب إنجلترا والبرازيل وإيطاليا والأرجنتين وهولندا وفرنسا وفشلت في الحصول على ترخيص من ألمانيا..
واما المنتخبات العربية :
أغلب أسماء المنتخبات المصرية والتونسية والمغربية والجزائرية صحيحة من ناحية الاسم..
إلا المنتخب السعودي والعراقي والتي تم تشويه بالاسم وتخريبه من قبل الشركة مثل قائد المنتخب السعودي أغي أكماري...